# Balys Vitkus
Balys Vitkus (* 1. März 1898 in Staškūniškis, Wolost Daugailiai, jetzt Rajongemeinde Utena; † 7. Oktober 1988 in Chicago, USA) war ein litauischer Agronom, Rektor der Lietuvos žemės ūkio universitetas und Professor.

## Leben
Ab 1912 war er Mitglied der katholischen Organisation Ateitininkai. 1916 absolvierte Vitkus das Gymnasium in St. Petersburg und von 1916 bis 1917  studierte an der Landwirtschaftlichen Akademie in Moskau. Von 1922 bis 1925 absolvierte er das Studium an der  Universität Breslau und wurde Agronom.
Von 1921 bis 1922 arbeitete er als Lehrer am Progymnasium in Utena. Ab 1925 arbeitete er und ab 1928 lehrte er als Dozent an der Landwirtschaftlichen Akademie in Dotnuva. Von 1941 bis 1944 leitete er diese Hochschule als Rektor. 1944 floh er nach Österreich. 1948  wanderte er in die USA aus.  Ab 1955 war er Mitglied von Vyriausiasis Lietuvos išlaisvinimo komitetas.